# Claridad (periòdic)
Claridad va ser un periòdic espanyol editat a Madrid durant el període republicà. Representava a l'ala més a l'esquerra del socialisme espanyol, la facció caballerista, i un dels seus impulsors fonamentals va ser Luis Araquistáin. Va ser fundat el 13 de juliol de 1935 i va desaparèixer en 1939, amb la derrota republicana en la Guerra Civil Espanyola.

## Setmanari
Claridad va ser fundat com a setmanari, amb el subtítol Semanario de crítica y información, com a òrgan d'expressió de l'ala caballerista del socialisme (atès que El Socialista estava controlat per l'executiva del PSOE, en mà del corrent centrista liderat per Indalecio Prieto) i en resposta a l'aparició de Democracia, publicació impulsada per Julián Besteiro. El seu primer director va ser el periodista Carlos de Baraibar. La iniciativa es va desenvolupar gràcies a l'ajuda financera que li va prestar el Fons Especial Revolucionari, constituït clandestinament per a assegurar els recursos financers destinats a la preparació i organització d'un moviment revolucionari. Va ser editat com a setmanari, des de juliol de 1935 a març de 1936.
El periòdic s'imprimia en les rotatives de l'empresa Nueva Editorial, que havia fet fallida recentment però comptava amb un modern equip d'impressió.

## Diari
Després de la victòria del Front Popular a les eleccions de 1936, passa a l'abril a ser diari, amb el subtítol Diario de la Noche, sota la direcció de Luis de Araquistain i la subdirecció de Carlos de Baraibar. En 1937, després de ser intervingut en temps de guerra, es va convertir en l'òrgan oficial de la UGT. En l'etapa de 1937 a 1939 van ser directors, per un curt període, Carlos Hernández Zancajo, substituït per Isidro R. Mendieta, exredactor d' El Socialista, i després de la pèrdua d'Astúries Javier Bueno, exdirector del Avance d'Oviedo. Malgrat ser el portaveu del caballerisme, mai va tenir grans tirades.
Va mantenir la seva periodicitat fins al final de la Guerra Civil. Els sindicats verticals es van confiscar de les seves instal·lacions per a publicar el seu òrgan d'expressió, el diari Pueblo. L'últim número va aparèixer, ja en l'exili, al març de 1940.

## Després del retorn de la democràcia
Editada per la Comissió Executiva Confederal de la UGT i coordinada per Enrique Uldemolins va començar una nova època al maig-juny de 1984 i s'estén fins a abril de 1990 a través de 36 números de caràcter bimestral. En l'hivern de 2004 reapareix com Revista Trimestral de Pensamiento y Análisis.